# Kanton Albi-2
Der Kanton Albi-2 ist seit 2015 ein französischer Wahlkreis für die Wahl des Départementrats im Arrondissement Albi im Département Tarn in der Region Okzitanien; sein Bureau centralisateur befindet sich in Albi.

## Gemeinden
Der Kanton besteht aus sechs Gemeinden und Gemeindeteilen mit insgesamt 19.732 Einwohnern (Stand: 1. Januar 2022) auf einer Gesamtfläche von 66,40 km²:
| Gemeinde      | Einwohner 1. Januar 2022 | Fläche km² | Dichte Einw./km² | Code INSEE | Postleitzahl |
| ------------- | ------------------------ | ---------- | ---------------- | ---------- | ------------ |
| Albi          | 12.051                   | 15,74      | 766              | 81004      | 81000        |
| Carlus        | 659                      | 10,60      | 62               | 81059      | 81990        |
| Le Sequestre  | 2.025                    | 5,42       | 374              | 81284      | 81990        |
| Puygouzon     | 3.549                    | 19,96      | 178              | 81218      | 81990        |
| Rouffiac      | 632                      | 11,13      | 57               | 81232      | 81150        |
| Saliès        | 816                      | 3,55       | 230              | 81274      | 81990        |
| Kanton Albi-2 | 19.732                   | 66,40      | 297              | 8102       | –            |

1. ↑   Nur der südliche Teil der Gemeinde, der Rest verteilt sich auf die Kantone Albi-1, Albi-3 und Albi-4.

## Veränderungen im Gemeindebestand seit der landesweiten Neuordnung der Kantone
2017: Fusion Labastide-Dénat und Puygouzon (Kanton Saint-Juéry) → Puygouzon